# David Schweiner
David Schweiner, född 1 juni 1994 i Prag i Tjeckien, är en beachvolleyspelare.
Schweiner spelar med Ondřej Perušič sedan 2015. Tillsammans med Schweiner har han vunnit två deltävlingar under FIVB Beach Volleyball World Tour 2021. De deltog vid OS 2020, men gick inte vidare från gruppspelet. Vid EM 2022 tog de silver. Vid VM 2023 tog de guld.